# 施坤
施坤（1985年—），国家杰出青年科学基金获得者，中国科学院南京地理与湖泊研究所研究员。

## 生平
2007年本科毕业于安徽师范大学，2012年获南京师范大学（美国印第安纳大学印第安纳波利斯分校联合培养）博士学位。2013年入职中国科学院南京地理与湖泊研究所，2020年起任中国科学院南京地理与湖泊研究所研究员，现任中科院南京地理与湖泊研究所物理湖泊与水文研究室副主任。

## 学术贡献
主要从事湖泊光学及水生态环境遥感研究。主持国家杰出青年基金、国家优秀青年基金等科研项目多项，在Nature Climate Change，Nature Communications，Water Research，Science Bulletin等学术期刊发表SCI论文150篇，授权国家发明专利11件。曾获2021年度中国地理学会科学技术奖—青年科技奖、吉林省科学技术一等奖、江苏省科学技术奖一等奖和生态环境部环境保护科学技术奖一等奖等奖励。